# Жертва на спасение
„Жертва на спасение“ (на английски: Gone Baby Gone) е американски криминален драматичен филм от 2007 г. Това е първият пълнометражен филм, режисиран от Бен Афлек. Сценарият, написан от Афлек и Арън Стокард, е базиран на едноименния роман на Денис Лихейн. Премиерата е на 5 септември 2007 г. на кинофестивала в Довил, а по кината в САЩ филмът излиза на 19 октомври 2007 г.

## Актьорски състав
- Кейси Афлек – Патрик Кензи
- Мишел Монахан – Анджи Дженаро
- Морган Фрийман – капитан Джак Дойл
- Ед Харис – детектив Реми Бресан
- Джон Аштън – детектив Ник Пул
- Ейми Райън – Хелън Маккрийди
- Ейми Мадиган – Би Маккрийди
- Тайтъс Уеливър – Лайънъл Маккрийди
- Майкъл Кенет Уилямс – Девин
- Еди Гатеги – Чийз
- Марк Марголис – Леон Трет
- Маделин О'Брайън – Аманда Маккрийди
- Слейн – Бъба Роговски

## Награди и номинации
| Категория                           | Номиниран(и)                | Резултат                    |
| Оскар (24 февруари 2008 г.)         | Оскар (24 февруари 2008 г.) | Оскар (24 февруари 2008 г.) |
| ----------------------------------- | --------------------------- | --------------------------- |
| Най-добра поддържаща женска роля    | Ейми Райън                  | номинация                   |
| Златен глобус (13 януари 2008 г.)   |                             |                             |
| Най-добра актриса в поддържаща роля | Ейми Райън                  | номинация                   |
| Сателит (16 декември 2007 г.)       |                             |                             |
| Най-добра актриса в поддържаща роля | Ейми Райън                  | награда                     |
| Емпайър (29 март 2009 г.)           |                             |                             |
| Най-добър трилър филм               | Най-добър трилър филм       | номинация                   |